# Гурины (Петриковский район)
Гурины (бел. Гурыны́) — упразднённая деревня в Петриковском районе Гомельской области Беларуси. В составе Новосёлковского сельсовета.

## География
Ближайшие населённые пункты Аносовичи, Ванюжичи, Новосёлки и др.

## История
В 1885 году Гурины, село бывшее владельческое, дворов 22, жителей 176, церковь православная, в составе Комаровичской волости Мозырского уезда Минской губернии Российской империи.
Деревня упразднена в 1968 году, территория включена в состав деревни Новосёлки. 

## Население

### Численность
- 1908 год — 304 жителей, 55 дворов

### Динамика
- 1885 год — 176 жителей, 22 дворов[3]
- 1908 год — 304 жителей, 55 дворов[3]